# Oberentfelden
Oberentfelden (schweizerdeutsch: ˈɔbərˌæmpfæʊd) ist eine Einwohnergemeinde im Schweizer Kanton Aargau. Sie gehört zum Bezirk Aarau, liegt im unteren Suhrental und grenzt an den Kanton Solothurn.

## Geographie
Das Gemeindegebiet erstreckt sich vom bewaldeten Hügelzug Schornig (596 m ü. M.) im Osten quer über die rund zwei Kilometer breite Ebene des Suhrentals zum Tann (502 m ü. M.) im Westen, einem weiteren bewaldeten Hügelzug. Während der Tann sanft ansteigend ist, ragt der Schornig im unteren Bereich steil in die Höhe und flacht im oberen Bereich zu einer kleinen Hochebene ab. Das besiedelte Gebiet liegt in der Ebene und ist lückenlos mit demjenigen der Nachbargemeinde Unterentfelden zusammengewachsen. Die Ebene wird von zwei kleinen Flüssen durchzogen, der Uerke und der Suhre.
Die Fläche des Gemeindegebiets beträgt 716 Hektaren, davon sind 296 Hektaren bewaldet und 255 Hektaren überbaut. Der höchste Punkt befindet sich auf 596 Metern auf dem Schornig, der tiefste auf 410 Metern an Uerke und Suhre. Nachbargemeinden sind Unterentfelden im Norden, Suhr im Nordosten, Gränichen im Osten, Muhen im Südosten, Kölliken im Südwesten sowie die solothurnischen Gemeinden Gretzenbach im Westen und Schönenwerd im Nordwesten.

## Geschichte
Auf dem Oberfeld im östlichen Teil der Ebene befand sich während der Römerzeit ein bedeutender Gutshof mit mehreren Ökonomiegebäuden (siehe Villa Rustica (Oberentfelden)). Er entstand im späten 1. Jahrhundert und war bis Ende des 4. Jahrhunderts bewohnt. Dessen südliche Begrenzung ist mit der heutigen Gemeindegrenze zu Muhen identisch. Das Herrenhaus mit Vorderterrasse und seitlich versetztem Badetrakt lag am Westabhang des Schornig. Die Anlage wurde von 1936 bis 1958 in drei Etappen ausgegraben und erforscht, danach wieder zugedeckt. Etwa 800 m davon entfernt wurde 1911/19 im Fuchsrain ein Keller ausgegraben, der grosse Mengen an Keramik enthielt und zu einem zweiten Gutshof gehört haben dürfte.

Luftansicht (1965)

Der deutsche Kaiser Otto der Grosse schenkte im Jahr 965 den Hof Endiveld dem Kloster Disentis. Der aus dem Althochdeutschen stammende Ortsname bedeutet «Ende des Feldes». Die Benediktinermönche verkauften 1330 den oberen Teil des Hofes an das Kloster Königsfelden, der untere Teil gehörte ab 1045 dem Stift Beromünster. Auf Umwegen gelangte das Dorf im Jahr 1373 in den Besitz der Hallwyler, einem Ministerialengeschlecht der Habsburger. Auch nach der Eroberung des Aargaus durch die Eidgenossen im Jahr 1415 konnten die Hallwyler ihre Rechte beibehalten. Erst 1604 verkauften sie diese an die Stadt Bern, danach bildete Oberentfelden einen Gerichtsbezirk innerhalb des Amts Lenzburg im Berner Aargau. 1528 führten die Berner die Reformation ein.
Während des Bauernkriegs von 1653 war das Dorf auf Seiten der aufständischen Bauern und wurde durch die Truppen der Obrigkeit geplündert. Der aus Oberentfelden stammende Johann Heinrich Zahn war einer der Anführer gewesen und wurde ein Jahr später in Zofingen hingerichtet. In der zweiten Hälfte des 18. Jahrhunderts war Oberentfelden ein Zentrum der Baumwollverarbeitung. Im März 1798 nahmen die Franzosen die Schweiz ein, entmachteten die «Gnädigen Herren» von Bern und riefen die Helvetische Republik aus. Oberentfelden war nun eine eigenständige Gemeinde im neuen Kanton Aargau. Im September 1877 eröffnete die Schweizerische Nationalbahn die Bahnstrecke Zofingen–Wettingen, die Suhrentalbahn folgte am 19. November 1901. Diese Bahnlinien ermöglichten eine frühzeitige Ansiedlung von Industriebetrieben. Nach 1950 erlebte die Gemeinde eine stürmische Entwicklung, als die Bevölkerungszahl um über das Zweieinhalbfache anstieg.

## Sehenswürdigkeiten

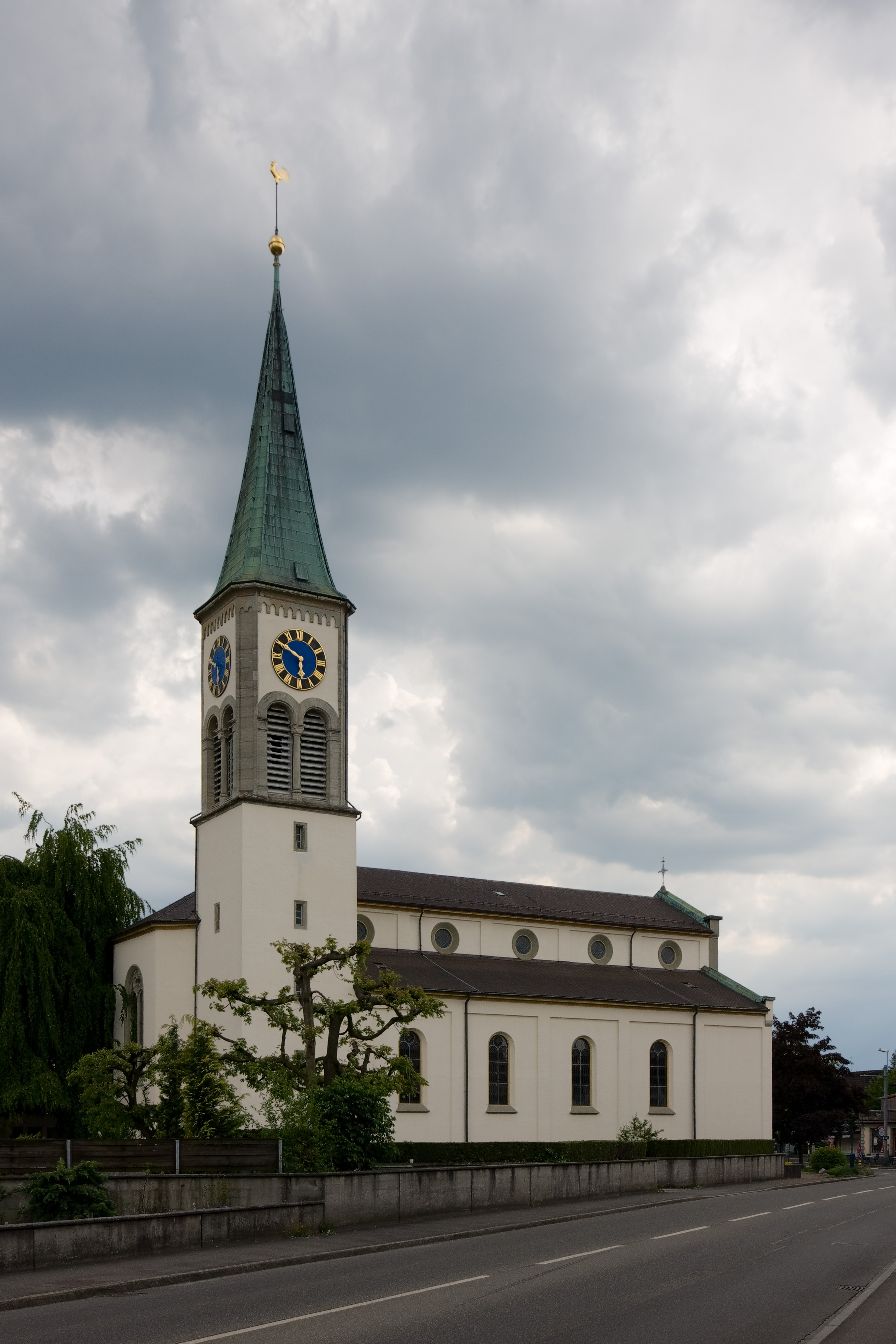
Reformierte Kirche

Die alte Kirche wurde 1601 bei einem Dorfbrand vollständig zerstört und im darauf folgenden Jahr neu errichtet. Da sie sich mit der Zeit als zu klein erwies, wurde sie 1864 abgerissen und zwei Jahre später durch ein neues Bauwerk ersetzt. Die Reformierte Kirche Oberentfelden ist im spätklassizistisch-neuromanischen Stil erbaut, die Baupläne stammen von Ferdinand Stadler.

## Wappen
Die Blasonierung des Gemeindewappens lautet: «In Rot auf blau-weissen Wellen schwimmende weisse Ente, überhöht von zwei sechsstrahligen gelben Sternen.» Erstmals erschien das Wappen 1793 auf drei Abendmahlkannen. 1948 erfolgte eine Bereinigung, die bis anhin schreitende Ente wurde in ihr natürliches Element Wasser gesetzt und die Farben wurden den heraldischen Regeln entsprechend angepasst. Das Wappenbild beruht auf einer Fehlinterpretation des Ortsnamens im Sinne von «Entenfeld», was die Sprachforschung mittlerweile widerlegt hat; der Begriff kommt von «Ende des Feldes».

## Bevölkerung
Die Einwohnerzahlen entwickelten sich wie folgt:
| Jahr      | 1764 | 1803 | 1850 | 1900 | 1930 | 1950 | 1960 | 1970 | 1980 | 1990 | 2000 | 2010 | 2020 |
| Einwohner | 600  | 943  | 1379 | 1523 | 2238 | 2771 | 3548 | 5187 | 5696 | 6735 | 6740 | 7437 | 8568 |

Am 31. Dezember 2023 lebten 8907 Menschen in Oberentfelden, der Ausländeranteil betrug 36,3 %. Bei der Volkszählung 2015 bezeichneten sich 30,9 % als reformiert und 23,8 % als römisch-katholisch; 45,3 % waren konfessionslos oder gehörten anderen Glaubensrichtungen an. 86,0 % gaben bei der Volkszählung 2000 Deutsch als ihre Hauptsprache an, 3,8 % Italienisch, 2,2 % Serbokroatisch, 2,0 % Albanisch, 1,7 % Türkisch und 0,7 % Französisch.

## Politik und Recht
Die Versammlung der Stimmberechtigten, die Gemeindeversammlung, übt die Legislativgewalt aus. Ausführende Behörde ist der fünfköpfige Gemeinderat. Er wird im Majorzverfahren vom Volk gewählt, seine Amtsdauer beträgt vier Jahre. Der Gemeinderat führt und repräsentiert die Gemeinde. Dazu vollzieht er die Beschlüsse der Gemeindeversammlung und die Aufgaben, die ihm vom Kanton zugeteilt wurden. Für Rechtsstreitigkeiten ist in erster Instanz das Bezirksgericht Aarau zuständig. Oberentfelden ist Sitz des Friedensrichterkreises II, der den südlichen Teil des Bezirks umfasst.

## Wirtschaft
In Oberentfelden gibt es gemäss der im Jahr 2015 erhobenen Statistik der Unternehmensstruktur (STATENT) rund 1800 Arbeitsplätze, davon 1 % in der Landwirtschaft, 38 % in der Industrie und 61 % im Dienstleistungssektor. Die meisten Erwerbstätigen sind Wegpendler und arbeiten in Aarau und weiteren Gemeinden der Agglomeration.
In Oberentfelden befindet sich der einzige 18-Loch-Golfplatz im Kanton Aargau; zur Anlage gehört auch ein Hotel.

## Verkehr

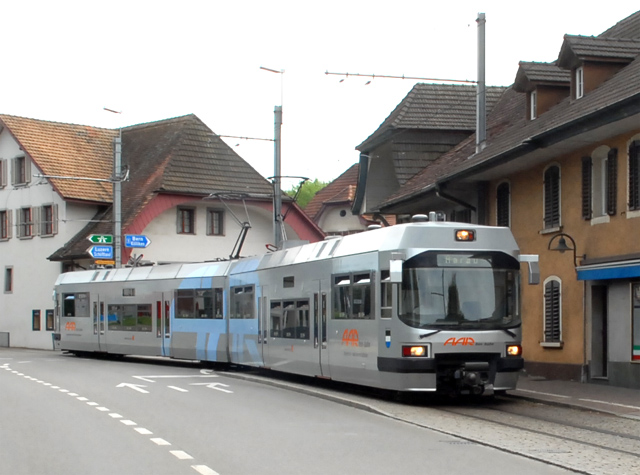
Suhrentalbahn

In Oberentfelden kreuzen sich die Hauptstrasse 1 (Bern–Zürich) und die Hauptstrasse 286 (Aarau-Schöftland) sowie die Hauptstrasse 24 (Aarau–Sursee). Letztere verläuft östlich und südlich des Dorfes als Umfahrungsstrasse und dient auch als Zubringer zum Anschluss Aarau-West der Autobahn A1, die östlich der Ortschaft das Gemeindegebiet passiert.
Die Suhrenmattstrasse, die das im Nordosten gelegene Gewerbequartier von Ober- und Unterentfelden erschliesst, ist ebenfalls eine Hauptstrasse. Nebenstrassen führen von Oberentfelden nach Suhr und nach Schönenwerd.

### Regionalverkehr
Die Anbindung an den öffentlichen Verkehr erfolgt durch zwei Bahnlinien: Die SBB-Linie führt von Lenzburg nach Zofingen, die schmalspurige Suhrentalbahn (heute AVA) neben der Hauptstrasse vom Bahnhof Aarau nach Schöftland (mit den Haltestellen Engelplatz und Uerkenbrücke). Die beiden Bahnlinien haben im Ortszentrum, beim Bahnübergang der Hauptstrasse 286, eine Kreuzung. Zur Entflechtung der Bahnen wird für die AVA-Strecke ein Tunnel geplant.
- S 14 Menziken – Aarau – Schöftland (WSB)
- S 28 Zofingen – Lenzburg

### Nahverkehr
An Wochenenden verkehrt ein Nachtbus von Aarau über Oberentfelden und Schöftland nach Kölliken sowie über Safenwil nach Zofingen
- N25 Aarau Bahnhof – Oberentfelden – (Suhr) – Muhen – Schöftland – Holziken – Kölliken
- N28 Aarau Bahnhof – Buchs AG – Suhr – Entfelden – Kölliken – Safenwil – Oftringen – Zofingen Bahnhof

## Bildung
Die Gemeinde verfügt über sechs Kindergärten und drei Schulhäuser, in denen sämtliche Schulstufen der obligatorischen Volksschule besucht werden können (Primarschule, Realschule, Sekundarschule und Bezirksschule). Die nächstgelegenen Gymnasien sind die Alte Kantonsschule und die Neue Kantonsschule, beide in Aarau.

## Persönlichkeiten
- Johann Haberstich (1824–1891), National- und Ständerat
- Jules Kyburz (* 1932), Manager
- Gottlieb Loertscher (1914–1997), Denkmalpfleger
- Daniel Lüscher (1787–1864), Regierungsrat und Richter
- Melchior Lüscher (1769–1828), Regierungsrat und Richter
- Walter Müri (1899–1968), Philologe
- Arthur Schmid senior (1889–1958), Politiker
- Arthur Schmid junior (1928–2023), Politiker
- Max Voegeli (1921–1985), Schriftsteller